# 新藤晴一
新藤 晴一（しんどう はるいち、1974年〈昭和49年〉9月20日 - ）は、日本のギタリスト、作詞家、作曲家、作家、脚本家。ロックバンドポルノグラフィティおよび音楽グループTHE 野党のギタリスト。
広島県因島市土生町出身。

## 経歴
中学生の頃にBARBEE BOYSの影響を受けてバンドを意識し始める。高校受験期に友人からエレキギターを借り、その頃から高校に入ったらバンドをしたいという思いを抱く。

### 高校時代
1990年に因島高校に入学。入学当初は野球部に所属していたが一年で退部し、軽音楽部に入部する。また、1年生の頃（時期不明）に「KONTA（BARBEE BOYS）のようにサックスを吹きながらボーカルをやりたい」という思いからソプラノ・サックスを購入し、同じく因島高校に通っていた従兄弟らを誘い、BARBEE BOYSのコピーバンド・NO SCOREを結成。
2年生となったある日、同級生の岡野昭仁と一緒に行ったカラオケにて岡野の歌の上手さに惹かれ、「秋の文化祭にコーラスとして参加してくれないか」と勧誘し、メンバーに岡野が加わる。文化祭での初ライヴではBARBEE BOYSやBOØWYをコピーをしたが、後に「思い出さないようにしていた」と語る出来で、文化祭後にドラムスの従兄弟から「おまえ、ギターやらん？」と言われたことから岡野にボーカルを譲り、ギターを担当するようになった。当時は高校の視聴覚室で週に一度練習をしており、XやZIGGYなどをコピーしていたという。
3年生の文化祭前、保育園時代の少しの期間と小学校・中学校時代の同級生であったTamaがベースとしてメンバーに加わり、秋の文化祭ではX、ZIGGY、BOØWY、聖飢魔IIなどの楽曲計10曲を演奏し、演奏を聴いた同級生や後輩からの声援に夢を抱くようになったという。また、当時はHIDEやヌーノ・ベッテンコート（エクストリーム）、スラッシュ（ガンズ・アンド・ローゼズ）といったギタリストから影響を受けていたと述べている。

### 上阪、インディーズ時代
1993年春に高校を卒業。NO SCOREは事実上解散となり、福山市の情報処理系の専門学校に入学する。しかし、入学直後から「自分の居場所はここじゃない」という思いを抱き、2ヶ月ほどしか通わなかったという。当時、Tamaが因島に残って高専に通いながらバンド活動をしていたため、新藤は福山から因島に通ってバンドに参加させてもらい、次第にTamaとオリジナル曲の制作をするようになる。夏頃からは様々なコンテストに出場し、尾道・三原地区で行われた楽器店主催コンクールで優勝するなどしている。冬頃にTamaと共に上阪を決心し、
1994年春に前年に上阪していた岡野ら、NO SCOREのメンバー5人全員が大阪で再会を果たす。再びバンドを結成したが、生活固めに忙殺され、ほとんど活動しないまま2人が脱退する。生活も落ち着いてきた夏頃から新たにバンド活動を始め、新藤自身がポルノグラフィティと名付ける。その後は城天や心斎橋筋2丁目劇場でのライヴやイベント出演など、精力的にバンド活動を行う。
1997年3月に『ソニーミュージック SDグループオーディション』に合格し、ソニーミュージックと契約を結ぶ。その後所属事務所がアミューズに決定し、9月末に活動拠点を大阪から東京に移す。1998年夏頃からポルノグラフィティのメジャーデビューに向け、本格的に楽曲制作やレコーディングを開始した。

### メジャーデビュー以降
- 1999年9月8日、ポルノグラフィティのハルイチとして、自身が作詞を手掛けた「アポロ」でメジャーデビュー。
- 2000年12月31日、第51回NHK紅白歌合戦にポルノグラフィティとして初出場（演奏曲は「サウダージ」）。
- 2003年4月7日、『カフェイン11』（bayfm）放送開始。
- 2004年11月6日、同日に公開された映画『ロード88 出会い路、四国へ』に別所役で出演。
- 2005年12月24日、音楽雑誌『PATi PATi』に連載していたコラムを単行本化した『自宅にて』を発売。
- 2008年10月24日、女優の長谷川京子との結婚を発表。
- 2009年5月、長男が誕生[4]。
- 2010年初め、SHOCK EYE（湘南乃風）、若手サウンドクリエイターの篤志とTHE 野党を結成。自身は党首（リーダー）として活動。
- 2010年3月、作詞・作曲を手掛けた「僕らの地図」を因島南中学校へ提供[5]。
- 2010年5月15日、小説『時の尾』を発売。
- 2011年2月9日、THE 野党のデビューアルバム『8:10 PM』をリリース。
- 2012年1月、長女が誕生[6]。
- 2017年4月7日、馬場一嘉の生誕祭『CH@BA100% presents～BABI BABI BAR SP～BABI’s 50th Anniversary Live！"BABIゲージュー祭りその②"＠恵比寿天窓.switch』にサプライズゲストとして出演。
- 2017年9月1日、小説『ルールズ』を発売。
- 2018年2月12日、ポルノグラフィティのサポートメンバー・宗本康兵の自主ライヴ『"&K"』に飛び入り出演。
- 2018年4月、広島テレビ 『テレビ派』火曜コーナー「ポルノグラフィティ新藤晴一の『ハルイチノオト』」放送開始。
- 2019年1月10日、月刊誌『ギター・マガジン』の別冊シリーズ "GUITAR MAGAZINE SPECIAL ARTIST SERIES" より『新藤晴一 ポルノグラフィティ』を発売。
- 2019年6月15日、表参道ヒルズで開催された『FENDER CUSTOM SHOP EXPERIENCE』のトークイベントに出演。
- 2019年10月13日、『幕張メッセ×bayfm 30th ANNIVERSARY SPECIAL THANKS PARTY』に出演。予定であったが、台風の接近により開催中止となる[注釈 3]。
- 2020年1月28日、noteアカウントを開設。
- 2021年10月29日、長谷川京子との離婚を発表[7]。
- 2023年8月及び9月、自身がプロデュース・原案・作詞・作曲を手掛けるミュージカル『ヴァグラント』を明治座、新歌舞伎座で上演[8]。

## 人物

### プロフィール
- 「晴一」は芸名
- 血液型はA型。身長177cm。体重62kg。視力0.4。靴のサイズ26cm。
- 愛称：晴一（くん）、新藤（くん）、ハルちゃんなど。
- 家族構成：長男、長女
- 趣味：野球、絵を描くこと、麻雀、サーフィン、ゴルフなど多数
- 好きな小説家：村上春樹、伊坂幸太郎
- 好きな映画：ショーン・ペン作品全般

#### その他
- 広島東洋カープの大ファン。2015年・2016年にはマツダスタジアムで始球式を行っており、春季キャンプや選手会ゴルフの取材経験もある。また、野球そのものが好きなため、誘われれば他球団の選手の自主トレにも参加する。
- 「桜丘クロゴス」という野球チームの監督・ピッチャー。チーム名は愛犬スゴロクの逆読みで、ラジオ番組で公募したもの。
- イラストが得意で、「メリッサ」やBuzyの「パシオン」のジャケット、ライヴ演出のイラストなどを手掛けている。

### 音楽面
- 音楽への目覚めは、青春時代に聴いていた洋楽のガンズ・アンド・ローゼズ、エクストリーム、エリック・クラプトン、邦楽のBARBEE BOYS、X（後のX JAPAN）などがきっかけ。
- 「アポロ」「サウダージ」「アゲハ蝶」「メリッサ」「ハネウマライダー」といった初期の代表曲や、「オー！リバル」「THE DAY」といった近年の楽曲など、ポルノグラフィティの大半を占める楽曲の作詞を手掛けている[9]。また、Buzy、中森明菜、坂本真綾など、他のミュージシャンへの詞の提供も積極的に行っている。
- Pro Tools HD Nativeシステムを備えた個人スタジオ「アトリエ」を所有している。

## 使用楽器
- 世界的ギターメーカーであるギブソンとのエンドースメント契約をしていた。現在はフェンダーと契約している。
- 約60本のギターを所有している。特に1960年製のレスポールと2005年製の黒テレキャスターは新藤のトレードマークであり、前者は「説得力のある音楽的な音がする」、後者は「上手に弾かないと鳴らない」という理由から、数多くのレコーディングやライヴのメインギターとして使用されていた。
- 2017年頃より1962年製テレキャスター、2018年頃よりジミー・ウォレスのVタイプの使用頻度が増し、共に現在のメインギターとなっている[要出典]。
- 「19thライヴサーキット "PG wasn't built in a day" Live at TOKYO ARIAKE ARENA 2024」では、1962年製テレキャスターが10曲で使用され最多で、次いで1958年製レスポールが7曲、2005年製の黒テレキャスター、2007年製のテレキャスター、ジミー・ウォレスのVタイプはそれぞれ1曲ずつ使用された。

### エレクトリックギター
Gibson
- Gibson Les Paul Standard 1960
  - 『雲をも摑む民』(2002年)の完成後に入手し、現在に至るまで数多くのレコーディングやライヴで使用している。

- Gibson Les Paul Junior Limited Edition
  - 2004年頃までのメインギター。ライヴはもちろん、「アポロ」「ヒトリノ夜」「ミュージック・アワー」など数々のMVでも使用していたが、2011年に震災復興のチャリティに出品し、現在は手元にない。

- Gibson Les Paul Custom With Bigsby B7 1958
- Gibson Historic Collection '59 Les Paul Standard 2000
- Gibson Les Paul Standard Late 1990's
- Gibson Historic Collection '68 Les Paul Custom 2001
- Gibson Chris Cornell ES-335 2013
  - 2013年から2014年頃のメインギター。

- Gibson ES-345TD 1965
- Gibson ES-335TD 1981
- Gibson CS-336 Plain Top 2002
- Gibson ES-165 Herb Ellis 2001
- Gibson 67 Flying V 2001

Fender
- Fender Custom Shop Masterbuilt Series '57 Telecaster Relic Made by John English 2005
  - 2005年の購入以降、ほとんどのアルバム制作に活用され、62年製テレキャスターにメインの座を譲る2017年までメインギターの座を担った。

- Fender Telecaster Haruichi Model 2015
  - 上記の57年製テレキャスターのレプリカ。2015年にポルノグラフィティのファンクラブとフェンダージャパン社とのコラボ企画が実現し、2016年にファンクラブ会員限定で受注生産で販売された。

- Fender Telecaster 1962
  - 2017年に入手した現在のメインギター。

- Fender Custom Shop Masterbuilt Series '60 Telecaster Relic by John Cruz 2007
- Fender Custom Shop Masterbuilt Series '60 Stratocaster Relic by Chris Fleming 2018
- Fender Stratocaster 1962
- Fender Stratocaster 1967
- Fender Custom Shop Masterbuilt Series '57 Stratocaster by John English Early 2000
- Fender Custom Shop Masterbuilt Series Custom Stratocaster by Yuriy Shishkov 2008

その他
- Jimmy Wallace Flying V Korina
  - 2018年秋に入手。

- Jimmy Wallace Les Paul Junior Type Yellow
- Gretsch 6136 White Falcon 1969
- Paul Reed Smith Modern Eagle Faded Blue Jean 2006
- G&L Asat Special With Bigsby B5 2000's
- Killer Prime Custom Made Black 2003
- Killer Prime Custom Made Yellow 2003
- Sago New Material Guitars Signature Model Vintage White 2012
- Sago New Material Guitars Signature Model Black Prototype 2011
- Sago New Material Guitars Signature Model Blue Burst 2012
- G'seven Special g7-LPS Series 9 2017
- G'seven Special g7-CTL 2008
- G'Seven Special g7-JM Custom Order Model 2009
- Washburn N3 Nuno Bettencourt Model
  - バンド名の由来になったExtremeのギタリストであるヌーノ・ベッテンコートのシグネチャーモデル。

- EVN Wolfgang Stealth
- Brian May Guitars BMG Special Black & Gold
- Line6/James Tyler Varias JTV-59
- Ibanez RGKP6
- Misa Digital Kitara
- Flaxwood Aija
- Relish Guitars Jane
- Moon Telecaster Type 1980's
- Danelectro 3021 1960's
- Jerry Jones Baby Sitar 2000's
- Fernandes Digi-Zo Hyper Early 2000's

### アコースティックギター
- Martin HD-28V 2000's
- Martin 000-28EC 1949
  - 2011年に震災復興のチャリティに出品し、現在は手元にない[10]。
- Kohno Guitar Concert-J 2003
- Gibson Chet Atkins CEC 2001
- Gibson Les Paul Acoustic 2001
- Gibson J-45 2013
- Alvarez Yairi WK1-12BK
- Ovation Model 2013-VN Collector's Edition 2003
- Epiphone FT-70 Texan 1960's
- VG Guitars VG-00
- Greco GZA-1800 Tiny Heart 2008
- K.Yairi 一期一会 2004
- Beffnick Custom Made Model 2018 (Haruichi Order Model)

### アンプ
デビュー初期から2007年頃まで、Trio、DC-30、JCM系をライヴで使用していた。現在はオールド系マーシャルとDC-30の組み合わせをメインとしている。一方でKemper等のアンプシミュレータをサブとして併用しており、モデリングの可能性についても模索している。
- Groove Tubes Trio
- Matchless DC-30
- Marshall 1973X
- Marshall 1974X
- Marshall 1987X
- Marshall JCM800
- REINHARDT Storm 33
- Fender Twin-Reverb
- Fender Vibro-King Custom
- Fender Bassman
- VOX AC30BM (Brian May Custom Limited Edition)

## 詞提供曲一覧
- COLOR
  - Rav & Business（2001年1月24日）[注釈 4]
  - リメイク（2001年8月8日）[注釈 4]
- Buzy
  - 鯨（2004年3月3日）
  - Venus Say…（2004年3月3日）
  - 一人一途（2004年7月7日）
  - Be Somewhere（2005年1月26日）
  - パシオン（2005年11月9日）
  - 泣きたい夜に聞きたい言葉（2005年11月9日）
- 坂本真綾
  - ループ（2005年5月11日）[注釈 5]
  - My Favorite Books（2005年10月26日）[注釈 5]
- 黒田倫弘
  - la la（2005年8月24日）
- 太田裕美
  - 君が言った ほんとの事（2006年11月22日）
- 藤木直人
  - Tuning Note（2007年10月10日）
- Skoop On Somebody
  - Q（2008年10月15日）
- 吉井レイン
  - Faded（2011年9月28日）
  - Just One（2011年9月28日）
  - アンモナイト（2011年9月28日）
  - ピルケース（2011年9月28日）
  - LOGIC（2011年9月28日）
  - 嵐（2011年9月28日）
- Hemenway
  - 幻想とダンス（2012年11月21日）
  - 半分人間（2013年12月25日）
- 中森明菜
  - ひらり-SAKURA-（2016年2月24日）
- 関ジャニ∞
  - 応答セヨ（2017年11月15日）
- 中島愛
  - サブマリーン（2018年2月14日）
  - 水槽（2019年11月6日）
- 柚希礼音
  - アラート（2018年9月26日）
- TEAM SHACHI
  - Rocket Queen feat. MCU（2019年10月2日）
- 天月-あまつき-
  - キーストーン（2021年4月17日）
- 角巻わため
  - Fins （2023年6月7日） [11]

## 出演

### ラジオ
レギュラー
- 『カフェイン11』（bayfm 毎週月曜23:00 - 23:52／2003年4月7日 - ）

### テレビ
レギュラー
- テレビ派 火曜コーナー「ポルノグラフィティ新藤晴一の『ハルイチノオト』」（広島テレビ 月2回出演／2018年4月3日 - 2020年3月26日）

特別番組
- テレビ派特番 ポルノグラフィティ新藤晴一の『ハルイチノオト』〜空と海が交じる しまなみ故郷がえり〜（2018年12月29日 16:55 - 17:50）
- 浅野氏広島城入城400年記念番組 地を拓き文化に華を 広島を治めた浅野氏の足跡（広島テレビ／2019年6月29日）MC
- 2020新春恒例!カープ選手会ゴルフ（広島テレビ／2020年1月3日）

### 映画
- ロード88 出会い路、四国へ（2004年、ギャガ） - 別所 役

## 書籍

### 単行本
- 『自宅にて』 ソニー・マガジンズ ‐ 音楽雑誌『PATi PATi』に連載されたコラムを単行本化（2005年12月24日発売 ISBN 4-7897-2658-4）

### 小説
- 「時の尾」幻冬舎 - 小説「トキノオ」を書籍化（2010年5月15日発売 ISBN 978-4-344-01821-1）
- 「ルールズ」マガジンハウス - （2017年9月1日発売 ISBN 9784838729258）

### 連載
- 「自宅にて」 - 音楽雑誌『PATi PATi』に連載（2001年2月号 - 2005年4月号・全51回）
- 「haru.cam」 - 音楽雑誌『B-PASS』にて自身が撮影した写真とコメントを掲載（2006年5月号 - 既に終了）
- 「広島カープファンも海を渡る」 - メジャーリーグ情報誌『SLUGGER』にて野球に関するコラムを執筆中（2006年5月号 - 連載中）
- 「男の交換日記」- 女性ファッション誌「an・an」にて岡野と交互に掲載（2006年6月20日 - 2007年6月）
- 「トキノオ」 - 小説。雑誌『papyrus』に連載（2008年2月号 - 2009年4月号）